# 拉爾布爾烏帕齊拉
拉爾布爾乌帕齐拉是孟加拉国諾多爾縣的一个乌帕齐拉，位於拉傑沙希专区的諾多爾縣。

## 人口
據1991年孟加拉國人口普查，拉爾布爾共有戶數39,448戶，人口216973人。其中男性佔比51.71%，女性佔比48.29%；成年人口108,782人。該地7歲以上人口之平均識字率為24.2%，低於全國平均值（32.4%）。